# داچ میلز (آرکانزاس)
داچ میلز (به انگلیسی: Dutch Mills) یک منطقهٔ مسکونی در ایالات متحده آمریکا است که در شهرستان واشینگتن، آرکانزاس واقع شده‌است. داچ میلز ۳۱۳٫۰۳ متر بالاتر از سطح دریا واقع شده‌است.